# Regnans in excelsis
Regnans in Excelsis je papeška bula, ki jo je napisal papež Pij V. 25. februarja 1570.
S to bulo je papež izobčil iz Rimskokatoliške Cerkve Elizabeto I. Angleško in hkrati odvezal njene podložnike k poslušnosti. V primeru, če bi podložniki še zmeraj služili Elizabeti, tudi njim grozi izobčenje.